# 류허 (정치인)
류허(중국어 간체자: 刘鹤, 정체자: 劉鶴, 1952년 1월 - )는 중화인민공화국의 정치인이다. 현재 중국 국무원 부총리, 중국공산당 중앙정치국 위원 겸 중앙재경영도소조 판공실 주임이다.